# Appolskär
Appolskär är ett skär på Åland (Finland). Det ligger i Skärgårdshavet och i kommunen Kumlinge i landskapet Åland, i den sydvästra delen av landet. Ön ligger omkring 64 kilometer nordöst om Mariehamn och omkring 220 kilometer väster om Helsingfors. Närmaste bebyggelse finns på Björkö cirka 3 km åt sydväst.
Öns area är 4,1 hektar och dess största längd är 340 meter i nord-sydlig riktning. Ön höjer sig omkring 10 meter över havsytan.
 Terrängen på Appolskär består av gles hällmarksskog med inslag av tätare vegetation av lövträd i skyddade sänkor.